# Proserpine (Shelley)
Pour les articles homonymes, voir Proserpine.
Proserpine est une pièce de théâtre pour enfants écrite en vers par l'auteure romantique anglaise Mary Shelley et son mari Percy Bysshe Shelley. Marie a écrit la majorité de la pièce en vers blanc, tandis que Percy y a contribué deux poèmes lyriques. Composée en 1820 alors que les Shelley vivaient en Italie, on la considère souvent comme la compagne de Midas, une autre de leurs pièces écrites conjointement. Proserpine fut publiée pour la première fois à Londres dans le journal The Winter's Wreath en 1832, et il est encore débattu parmi les chercheurs si elle a été écrite pour être mise en scène ou seulement lue.
Cette œuvre est inspirée de la métamorphose d'Ovide relatant l'enlèvement de Proserpine par Pluton, qui se base elle-même sur le mythe grec de Déméter et Perséphone. La version de Mary Shelley, en revanche, se focalise sur ses personnages féminins. Dans cette réécriture largement féministe du mythe du point de vue de Cérès, Shelley insiste sur le drame d'une séparation entre mère et fille et met en valeur la force que peut procurer la communauté féminine. Cérès représente la vie et l'amour, et Pluton la mort et la violence. Les différents genres du texte reflètent également le débat de l'époque sur le genre littéraire. Percy y a apporté des vers lyriques dont l'écriture était traditionnellement dominée par les hommes, alors que Mary a créé une pièce avec des éléments typiques de l'écriture féminine du début du XIXe siècle : des détails de la vie quotidienne et des dialogues emphatiques.
Proserpine fait partie d'une tradition littéraire féminine utilisant l'histoire de Cérès et de Proserpine pour, comme le décrit la critique littéraire féministe Susan Gubar (en), "redéfinir, réaffirmer et glorifier la conscience féminine elle-même". Cependant, la pièce a été à la fois négligée et marginalisée par les critiques.

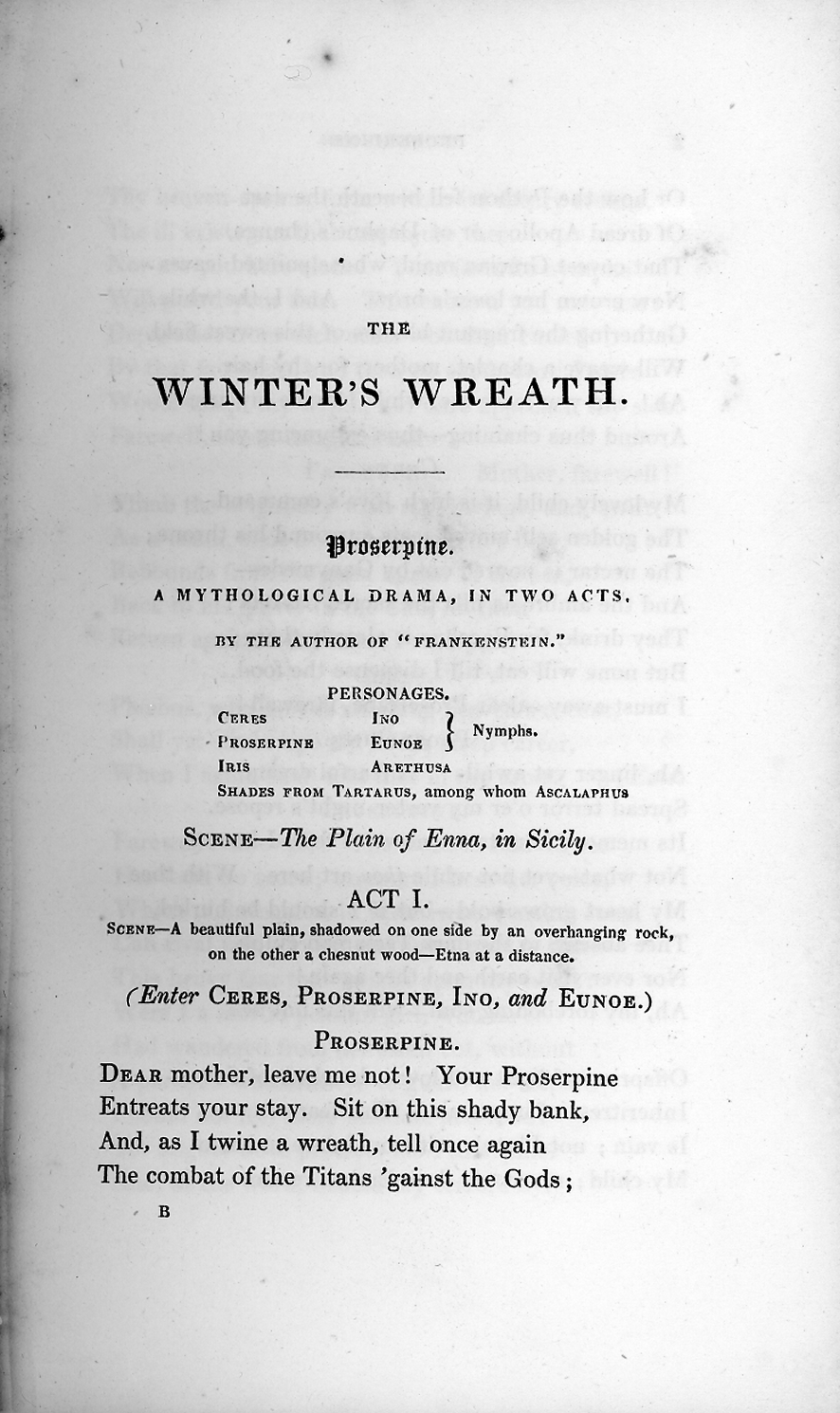
La première publication de Proserpine dans The Winter's Wreath en 1832.

## Genèse

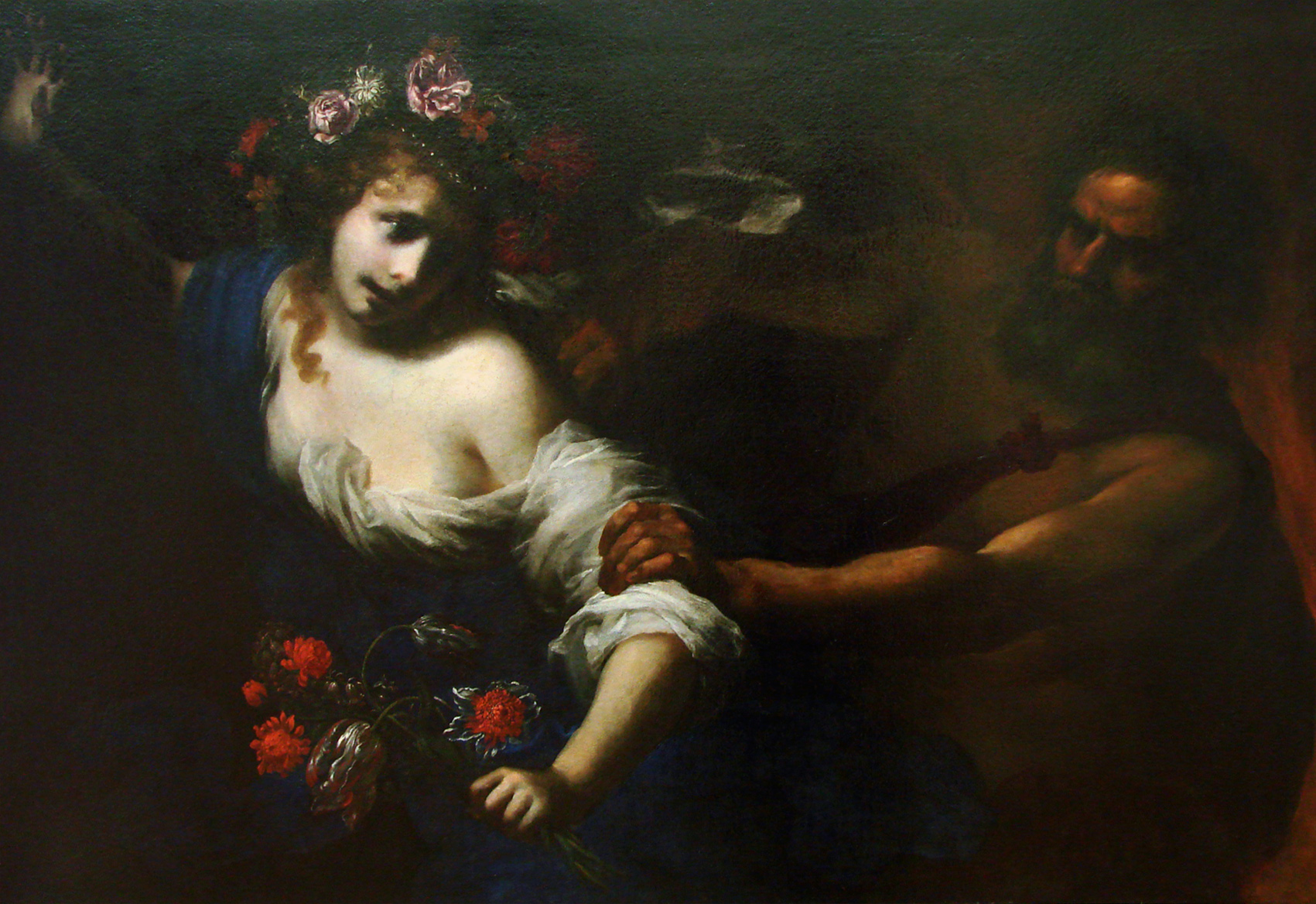
Simone Pignoni, L'Enlèvement de Proserpine (v.1650).

En mars 1818, les Shelley s'installent en Italie où leurs deux jeunes enfants, Clara et William, meurent soudainement. Mary sombre dans une profonde dépression et se trouve isolée de Percy. Elle s'en remet en partie après la naissance de Percy Florence, un peu plus tard en 1819.
Entre 1818 et 1820, elle absorbe une quantité considérable de pièces de théâtre, dont beaucoup de William Shakespeare et certaines lues avec Percy. Celui-ci est certain que Mary a un talent pour l'écriture théâtrale et la persuade d'étudier les grandes œuvres anglaises, françaises, latines et italiennes ainsi que la théorie dramatique. Il lui demande même conseil sur sa propre œuvre Les Cenci, et c'est elle qui transcrit le manuscrit de son drame Prométhée délivré. Les Shelley assistent également à une multitude d'opéras, de ballets et de pièces de théâtre. De plus, Percy encourage Mary à traduire Myrrha (1785) de Vittorio Alfieri, une tragédie sur la relation incestueuse entre un père et sa fille qui a influencé plus tard son propre roman, Mathilda.
Les études de Mary Shelley sont vastes durant cette période : elle commence à apprendre le grec en 1820 et lit abondamment. Elle lit aussi les Métamorphoses d'Ovide depuis au moins 1815 et en continue encore la lecture en 1820. Ses autres lectures comprennent Émile (1762), l'essai philosophique de Jean-Jacques Rousseau, ainsi que son roman sentimental La Nouvelle Héloïse (1761), et le livre pour enfants de Thomas Day, L'histoire de Sandford et Merton (1783–89). La critique Marjean Purinton observe que ses lectures à l'époque où elle compose Proserpine incluent "des traités éducatifs et de la littérature pour enfants, emplis de morale sur les comportements liés aux normes de genre", ainsi que les œuvres Réflexions sur l'éducation des filles (1787) et Histoires Originales de la Vie Réelle (1788) de sa propre mère, Mary Wollstonecraft. Ces derniers appartiennent au genre britannique de l'époque du conduct book (« livre de conduite »), remettant en question le rôle traditionnel de la femme.

## Écriture et publication
Mary Shelley écrit Proserpine en 1820, et l'achève le 3 avril selon son journal personnel. Percy Shelley y contribue deux poèmes lyriques : "Arethusa" (« Aréthuse ») et "Song of Proserpine While Gathering Flowers on the Plain of Enna" (« Chant de Proserpine cueillant des fleurs sur la plaine d'Enna »). Un fragment du manuscrit a survécu, conservé dans la collection de Pforzheimer à la Bibliothèque publique de New York, et démontre que le couple a travaillé côte-à-côte sur le projet. Selon leur ami Thomas Medwin, Percy a aimé la pièce, modifiant parfois le manuscrit au cours de sa lecture. Dans sa biographie de Mary Shelley, Miranda Seymour conjecture que Midas et Proserpine ont été écrites pour deux jeunes filles que Mary a rencontrées et avec lesquelles elle s'est liée d'amitié, Laurette et Nerina Tighe, filles d'amis des Shelley en Italie. Leur mère était également une ancienne élève de Mary Wollstonecraft, la mère de Mary Shelley. La même année, cette dernière a écrit pour Laurette le roman pour enfants Maurice.
En 1824, Mary Shelley présente Proserpine au journal The Browning Box édité par Bryan Procter (en), dans l'espoir d'y paraître, mais la pièce est rejetée. Elle est publiée pour la première fois en 1832 dans le journal londonien The Winter's Wreath. Pour cette édition, elle réduit la pièce d'un cinquième (environ 120 lignes), supprimant quelques histoires du premier acte, dont "Arethusa", le poème de Percy, et en réécrit des lignes séparément. Elle a inclus "Arethusa" plus tard dans son recueil Poèmes Posthumes de Percy Bysshe Shelley en 1824. Shelley insère de plus un rêve de mauvais augure dans la pièce, présageant l'enlèvement de Proserpine. Ses efforts pour publier la pièce dans ces journaux, et les paragraphes de son journal intime écrits lors de la composition de Proserpine, suggèrent qu'elle a conçu son œuvre comme de la littérature pour enfants.

## Résumé

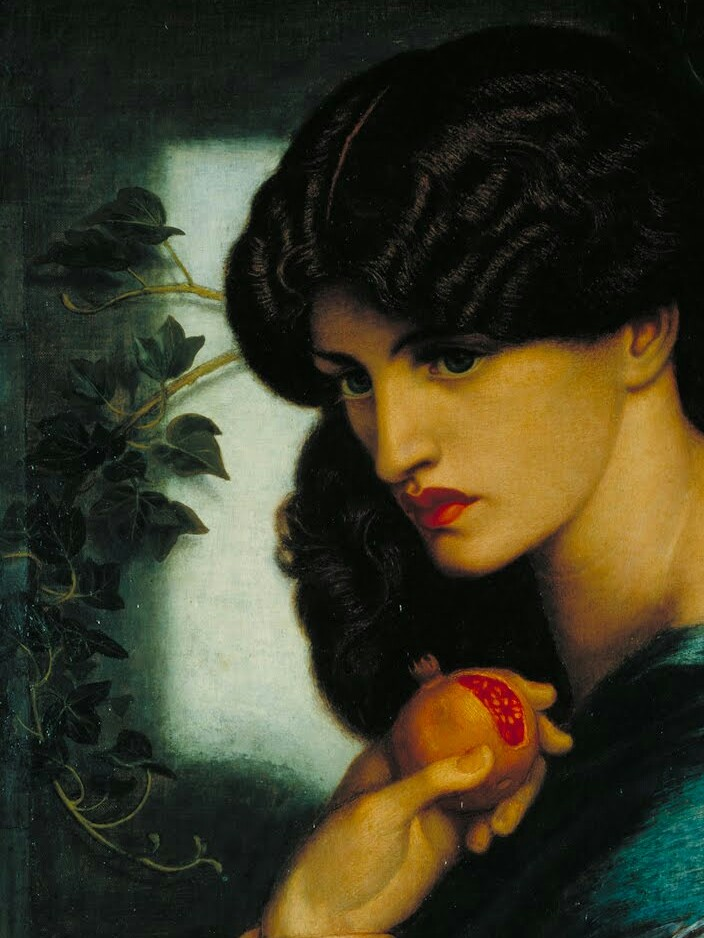
Dante Gabriel Rossetti, Proserpine, (1874), détail évoquant l'acte II de la pièce: la déesse tient dans la main gauche la grenade dont elle a mangé quelques pépins.

L'acte I s'ouvre sur Cérès laissant sa fille Proserpine sous la protection de deux nymphes, Ino et Eunoé, en les avertissant de ne pas errer et s'égarer. Proserpine demande à Ino de lui raconter une histoire, et celle-ci lui chante celle d'Aréthuse. La troupe s'en va ensuite cueillir des fleurs et les deux nymphes s'éloignent, en quête d’un bouquet toujours plus garni, perdant ainsi Proserpine de vue. Quand elles reviennent sur leurs pas, elle a disparu. Elles la cherchent en vain. Cérès revient, en colère et terrifiée par la perte de son enfant.
L'acte II se déroule quelque temps après. Ino se lamente de la perte de l'enfant, de la douleur et de la rage de Cérès. Aréthuse vient et informe Cérès qu'elle a vu Pluton s'enfuir avec Proserpine. Cérès appelle Jupiter à l'aide, et Iris apparaît, l'avertissant que le destin de Proserpine est déjà figé. Cependant, Jupiter accepte que Proserpine puisse revenir à condition qu'elle ne mange aucune nourriture des Enfers. La troupe part pour récupérer Proserpine, qui croit n'avoir consommé aucune denrée corrompue, mais Ascalaphe, une ombre des Enfers, lui remémore quelques pépins de grenade qu'elle a mangés avant. Cérès, Ino et Aréthuse se portent volontaires pour s'exiler aux Enfers en emportant avec elles leurs trésors, dont leur fertilité. Cependant, leur sacrifice n'est pas permis, et Jupiter concède à Proserpine de pouvoir vivre l'été à la surface, à condition qu'elle règne l'hiver sur les Enfers.
Cérès jure que la terre ne pourra être fertile que lorsque Proserpine est avec elle, à la surface.

## Genre littéraire

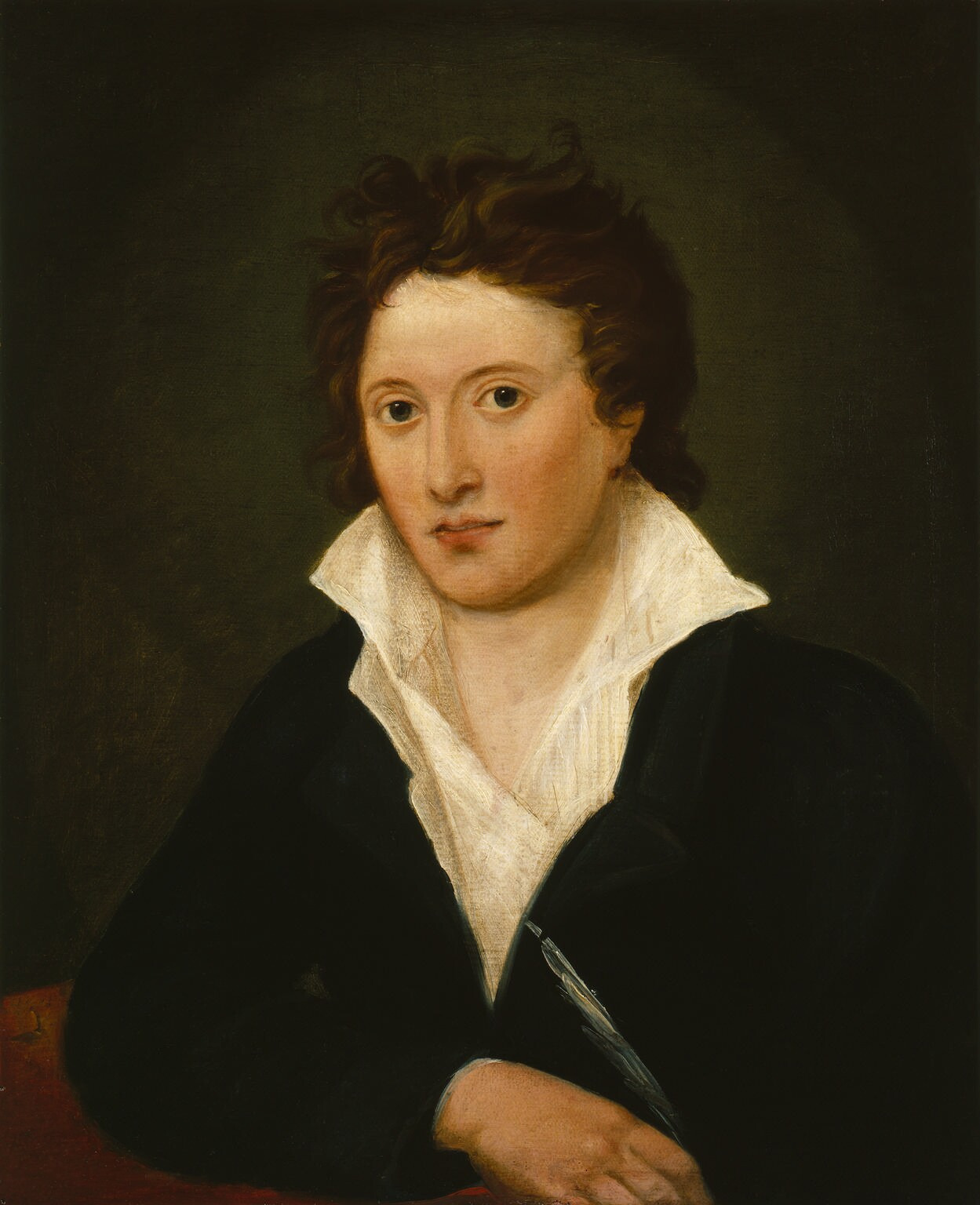
Proserpine apparaît également dans le poème Prométhée délivré de Percy Bysshe Shelley.

Proserpine est un drame en vers blanc écrit par Mary Shelley et comprenant deux poèmes lyriques de Percy Shelley. Au début du XIXe siècle, la poésie lyrique était associée aux poètes masculins, et la poésie dite "quotidienne" aux poètes femmes. La division du travail entre les Shelley sur Proserpine reflète cette tradition. Les poèmes de Percy aident à mettre en valeur la nature mythique de l'histoire de Proserpine ; il poursuit d'ailleurs cette description transcendantale de Proserpine dans Prométhée délivré. La partie dramatique écrite par Mary consiste en des objets soigneusement décrits, comme par exemple les fleurs. De plus, ses personnages ne s'expriment pas en soliloquies (sauf dans les poèmes ajoutés par Percy), mais à la place "presque chaque discours est dirigé émotionnellement vers un autre personnage et vise généralement à décrire l'état émotionnel d'un autre et/ou à susciter une réaction émotionnelle." Les dialogues de Proserpine se fondent sur l'empathie, et non sur le conflit qui est plus caractéristique du drame. Mary Shelley a également refusé d'adopter le sensationnalisme visuel du théâtre du début du XIXe siècle, préférant se concentrer sur des "scènes d'émotion accrue".
Il a été débattu parmi la communauté littéraire si Mary Shelley avait ou non l'intention de mettre sa pièce en scène. La plupart s'accordent à dire qu'elle n'a jamais été conçue pour être jouée, s'alliant au spécialiste du romantique Alan Richardson sur le fait que la pièce est un "drame lyrique" ou un "théâtre mental" dans le style du closet drama (en) romantique ("drame de placard", destiné à être lu par un lecteur solitaire et non joué sur les planches), "en mettant l'accent sur le personnage plutôt que sur l'intrigue, sur la réaction plutôt que sur l'action, et en se détournant du théâtre". Cependant, Judith Pascoe, spécialiste du théâtre du XVIIIe siècle, conteste cette conclusion en attirant l'attention sur les didascalies d'une scène dans le manuscrit: "Cérès et ses compagnes sont disposées d'un côté, attendant impatiemment ; de l'autre, Proserpine sort de la grotte et entre en scène, suivies par diverses silhouettes sombres et moroses portant des torches ; parmi lesquelles, Ascalaphe. Cérès et Perséphone se prennent dans les bras ; ses nymphes l'entourent." C'est sur cette preuve que Pascoe base son argument selon lequel Shelley avait prévu que la pièce soit mise en scène.
Le chercheur littéraire Jeffrey Cox soutient que Proserpine, ainsi que Midas, Promethée délivré et d'autres pièces écrites par le cercle intellectuel de Leigh Hunt, ne sont "pas un rejet du théâtre mais une tentative de le reconstruire". Se détournant des genres traditionnels comme la tragédie et la comédie de mœurs, ces écrivains ont réinventé le drame en écrivant des masques et des drames pastoraux (un genre théâtral "dérivé de la poésie [...] qui idéalise la nature et la vie rurale"). Selon Cox, Proserpine "célèbre un monde pastoral [...] menacé par la violence sexuelle des hommes et la tyrannie d'un dieu du ciel". Midas et Proserpine seraient ainsi une paire de drames mythologiques qui démontrent "les forces de l'oppression".

## Thèmes

Le mythe de Proserpine revisité par Mary Shelley est une réécriture féministe.

Mary Shelley revisite et développe le mythe de Proserpine par le poète romain Ovide, faisant lui-même partie de son long poème Métamorphoses. Le conte est basé sur le mythe grec de Déméter et Perséphone, et explique le cycle des saisons à travers les visites de Perséphone aux Enfers : quand elle est confinée au royaume d'Hadès, l'automne et l'hiver recouvrent la terre, et quand elle revient vivre avec sa mère, le printemps et l'été fleurissent. Le mythe dépeint la victoire de la violence masculine sur la procréation féminine. Comme Percy Shelley, John Keats et Lord Byron, Mary Shelley était intéressée par la réécriture des mythes classiques ; cependant, comme d'autres auteures romantiques, elle souhaitait particulièrement s'opposer à leur thème patriarcal. En réécrivant le mythe de Proserpine, elle a placé les femmes et leur pouvoir au centre du récit. Par exemple, Ovide dépeint Proserpine comme "une enfant irréfléchie, s'égarant sciemment en quête de fleurs dans un abandon enfantin" tandis que "Shelley [la] décrit comme une adolescente réfléchie et pleine d'empathie" qui souhaite cueillir des fleurs pour sa mère. La version d'Ovide se concentre sur la violence du mythe, et en particulier sur l'enlèvement et le viol de Proserpine, tandis que la pièce de Shelley se focalise sur la recherche pleine de suspense de celle-ci. Sa version met en évidence le chagrin de Cérès et des nymphes et le désir de Proserpine de s'échapper des Enfers, au lieu de mettre sous les projecteurs son viol, qui se produit en coulisses. En revanche, d'autres adaptations du XIXe siècle se sont souvent étendues sur la scène du viol, lui donnant une dimension sentimentale et transformant même la scène en Hadès lui faisant la cour.
Les femmes et la question de la femme dominent le drame de Mary Shelley : aucun personnage masculin n'apparaît à l'exception d'Ascalaphe, brièvement. Cependant, comme le soutient la chercheuse romantique Marjean Purinton, il y a une forte présence masculine dans la pièce même sans personnages masculins, suggérant "la présence omniprésente du pouvoir patriarcal dans la sphère domestique". Bien que le mythe porte fondamentalement sur le viol et la tyrannie masculine, Shelley le transforme en une histoire de solidarité féminine et de communauté : les femmes de sa pièce sont des conteuses et des créatrices de mythes qui déterminent leur propre destin. L'amour de Cérès, l'amour d'une mère, a le pouvoir de défier la toute-puissance des dieux. Shelley réécrit le mythe presque entièrement du point de vue de Cérès ; "sa pièce fait l'éloge de la créativité et de la fécondité féminines et les comparent à "Une feuille, une lame, un bourgeon et une fleur"." Shelley a composé, pour Proserpine et Cérès, des rôles actifs plutôt que passifs : par exemple c'est la colère de Cérès, et non son chagrin, qui apporte "la plaie de l'hiver". Malgré tout, l'enlèvement de Proserpine est préfiguré par l'histoire d'Aréthuse et, comme le souligne la chercheuse littéraire Julie Carlson, les femmes n'arrivent à se réunir qu'après l'enlèvement de Proserpine.
Dans la version de Shelley, le paradis n'est pas perdu par la faute des femmes mais par l'ingérence des hommes. La "violence égoïste et prédatrice" de Pluton est juxtaposée à la "tendre gentillesse de Cérès, sa volonté de nourrir la vie, [et] son inébranlable dévouement envers son enfant". Le sexe, dans ce mythe, est représenté comme une séparation avec le féminin et un abandon forcé au masculin. La domination de Proserpine par Pluton symbolise "une culture basée sur la possession et la brutalité, une culture qui justifie secrètement (quand elle ne la célèbre pas ouvertement) la domination par les hommes".
Proserpine et Midas sont des pièces de théâtre souvent considérées à l'opposé l'une de l'autre : Proserpine est une pièce traitant des liens affectifs entre femmes, tandis que Midas est un drame dominé par les hommes ; les poètes de Midas rivalisent en compétition les uns contre les autres alors que, dans Proserpine, les personnages féminins participent à une narration collective ; "là où Midas vit dans son palais d'or, s'imaginant au centre d'une cour toute-puissante, Cérès déplore devoir quitter l'enclave pastorale qu'elle partage avec Proserpine pour rejoindre la cour de Jupiter" ; Midas se fixe sur l'or, tandis que les femmes de Proserpine profitent des fleurs ; et là "où la société de Midas est marquée par l'égoïsme, la cupidité et les conflits, la société féminine de Proserpine valorise la communauté, l'échange de cadeaux et l'amour".

## Postérité et accueil critique
Comme l'avance la critique féministe littéraire Susan Gubar (en), le drame de Mary Shelley fait partie d'une tradition littéraire féminine qui a réagi à l'histoire de Cérès et de Proserpine et qui inclut notamment Elizabeth Barrett Browning, H.D., Toni Morrison, Margaret Atwood et Doris Lessing. Ces auteures l'utilisent comme un "moyen d'accepter leur propre expérience du mûrissement de l'état de fille à celui de femme et, potentiellement, de mère... elles utilisent le mythe de Déméter et de Perséphone pour redéfinir, réaffirmer et célébrer la conscience féminine même." Des poètes telles que Dorothy Wellesley (en), Rachel Annand Taylor (en), Babette Deutsch (en) et Helen Wolfert, tout comme Mary Shelley, dépeignent la mère procréatrice comme une héroïne construisant une arène où les relations saines et prenant soin des autres remettent en question "les divisions entre soi-même et les autres" qui sont au cœur du patriarcat. La poète féministe Adrienne Rich écrit que "la perte de la fille pour la mère, et de la mère pour la fille, est la tragédie féminine fondamentale", et c'est cette tragédie dont Mary Shelley traite dans son œuvre.
Quand A. Koszul publie pour la première fois en 1922 une retranscription de Proserpine, il affirme "que les petites idées classiques que Mme Shelley n'a jamais osé publier sont tout aussi dignes de considération que ses œuvres les plus ambitieuses". Cependant, son "Introduction" évoque principalement Percy Shelley et sa contribution aux œuvres de Mary Shelley et comme il l'y explique, il a en fait décidé de publier la pièce pour prendre part au centenaire de Percy Shelley. Depuis leur première publication, ni Midas ni Proserpine n'ont reçu beaucoup d'attention de la part des critiques, qui n'ont soit prêté attention qu'aux poèmes de Percy Shelley, soit complètement ignoré ses pièces. La critique littéraire Elizabeth Nitchie écrit que les pièces ne se distinguent "que par les poèmes que [Percy] Shelley a écrits pour elles", et Sylvia Norman soutient qu'elles "ne se prêtent pas particulièrement à une étude analytique et comparative". Alors que Frankenstein est resté un puissant monument culturel depuis sa publication, les autres œuvres de Mary Shelley ont rarement été réimprimées et les chercheurs se sont focalisés presque exclusivement sur Mary Shelley, l'auteure de Frankenstein, et Mary Shelley, l'épouse de Percy Bysshe Shelley. Cependant, après la parution des travaux de recherche de Mary Poovey (en) et Anne K. Mellor (en) dans les années 1980, et de The Other Mary Shelley (« L'autre Mary Shelley ») en 1993, plus d'attention a été accordée aux "autres" œuvres de Mary, telles que ses drames.